# エクスペディション・エベレスト
エクスペディション・エベレスト(Expedition Everest)はディズニーパークにあるジェットコースタータイプのアトラクションである。ディズニー・アニマル・キングダムのアジアエリアに位置している。

## 存在するパーク
- ディズニー・アニマル・キングダム (ウォルト・ディズニー・ワールド・リゾート)

## 概要
| エクスペディション・エベレスト Expedition Everest | エクスペディション・エベレスト Expedition Everest | エクスペディション・エベレスト Expedition Everest | エクスペディション・エベレスト Expedition Everest |
| ------------------------------------------------- | ------------------------------------------------- | ------------------------------------------------- | ------------------------------------------------- |
| エクスペディション・エベレスト                    |                                                   |                                                   |                                                   |
| オープン日                                        | オープン日                                        | 2006年4月7日                                      | 2006年4月7日                                      |
| スポンサー                                        | スポンサー                                        | なし                                              | なし                                              |
| 所要時間                                          | 所要時間                                          | 3分20秒                                           | 3分20秒                                           |
| 利用制限                                          |                                                   | 122cm以上                                         | 122cm以上                                         |
| ファストパス                                      | ファストパス                                      |                                                   | ○                                                 |
| シングルライダー                                  | シングルライダー                                  |                                                   | ○                                                 |

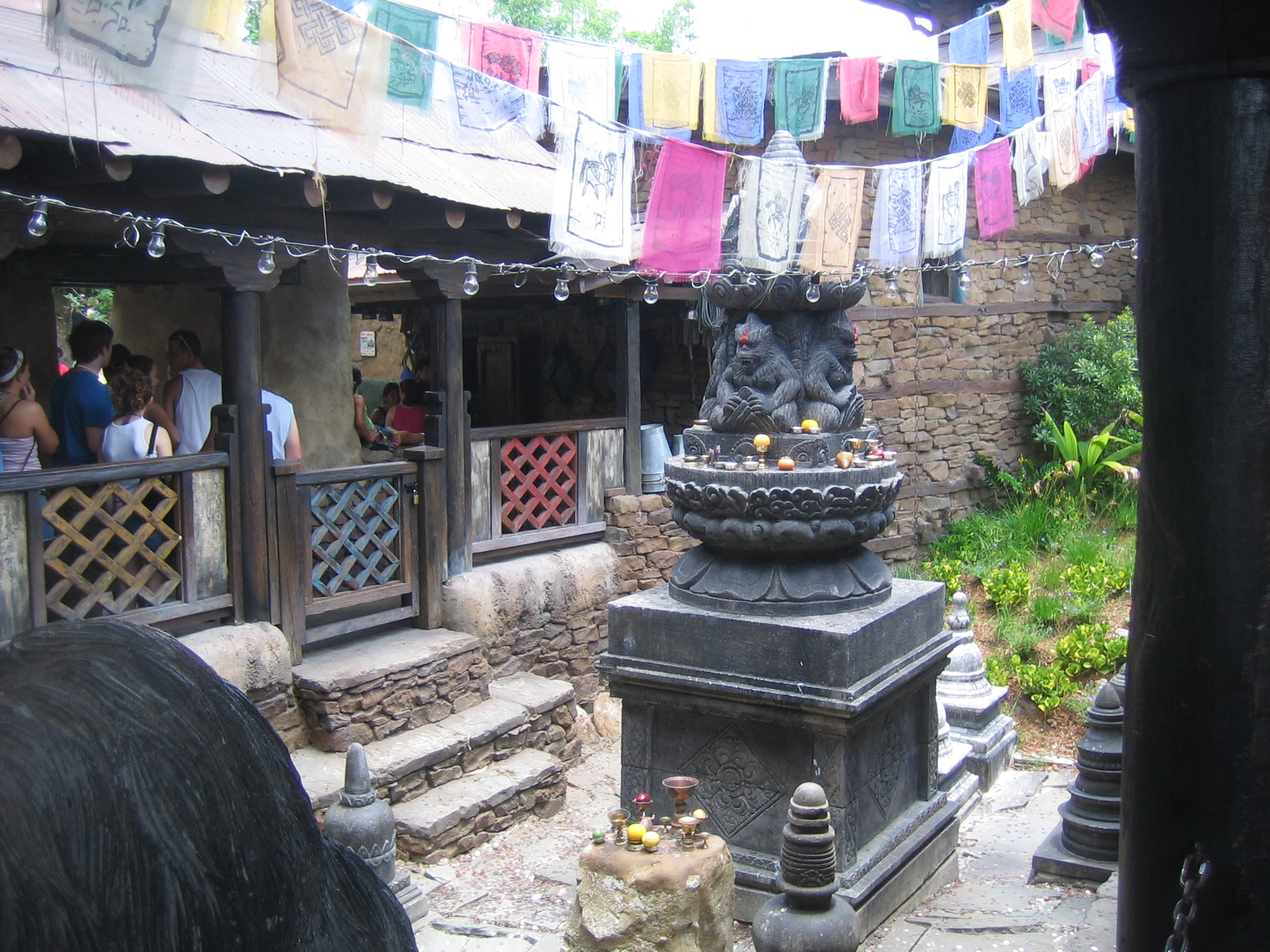
キューライン

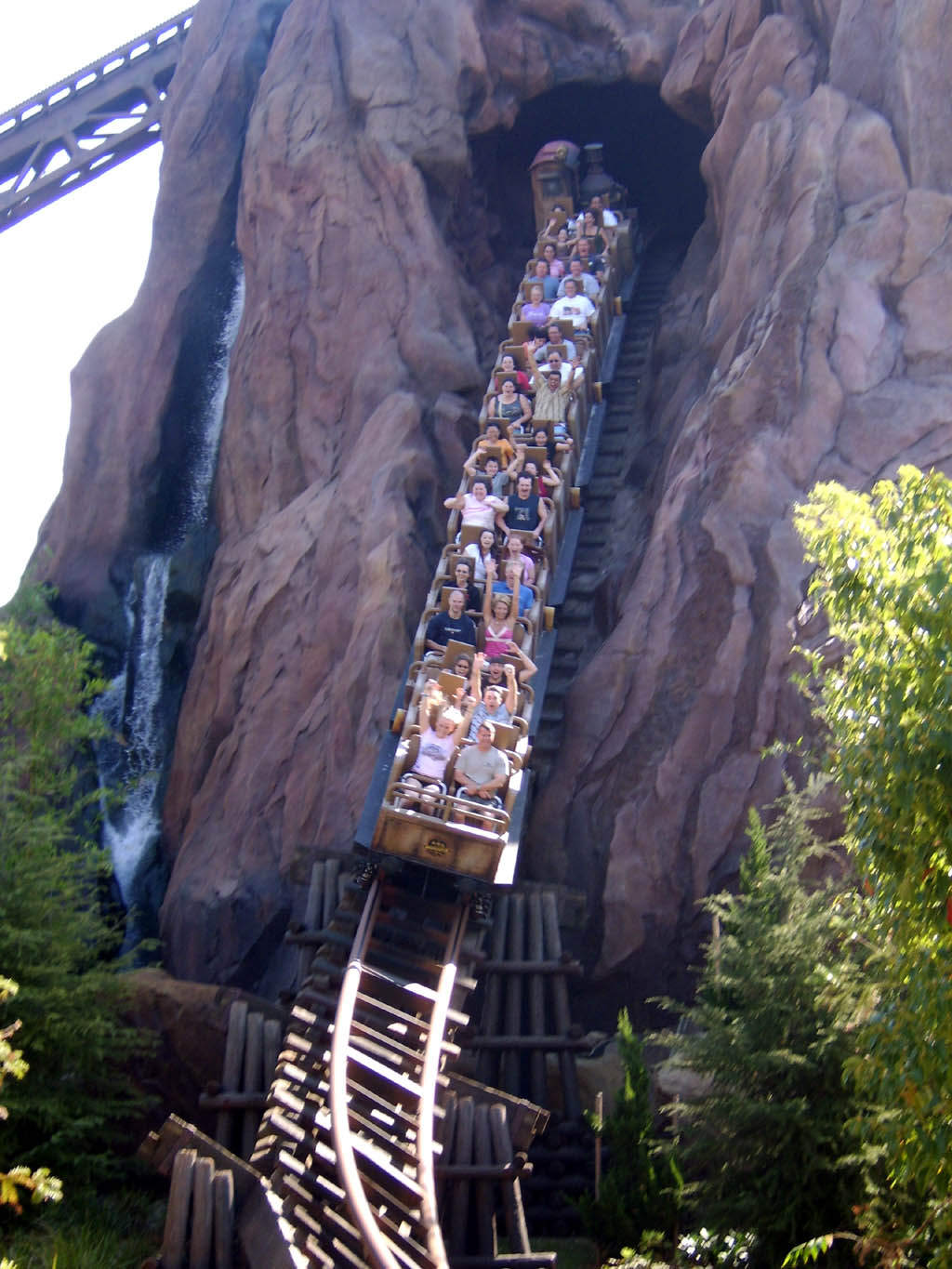
ドロップ部分

ディズニー・アニマル・キングダムのアジアエリアに位置するアトラクション。ウォルト・ディズニー・アトラクションズ(ディズニー・パークス・エクスペリエンス・プロダクツ)が設計した。山頂の高さは60.8 mとウォルト・ディズニー・ワールドでは最大の高さを誇るアトラクションである。

キューラインはイエティを祭っている寺院とイエティに関する博物館をモチーフとしている。

## 設定
アトラクションのエリア周辺は「セルカ・ゾン（Serka Zong）」という架空の集落が舞台となっており、イマジニアのジョー・ロードによるとセルカ・ゾンの建物はネパールのムスタン郡の建築をモデルとしている。理由としてはムスタン郡はイエティの伝説の最西端であるとともに、仏教以前の原始宗教の一つであるボン教の中心地でもあるため、宗教的な建築が多くイエティの伝説を描きやすかったからでもある、と述べている。
また、このアトラクションは「生活の便利さと聖域の対比」がテーマとなっており、人々の生活に便利な列車が「禁断の地」を踏み荒らしている点を描いている。

## ストーリー
ここは氷に覆われたヒマラヤの山頂。
ゲストは茶を運ぶ列車を改造した車両に乗って、山々を通過することに。ここには、山の守護神である伝説の雪男イエティが住んでいると言われており、「禁断の地」でもあった。
イエティについての警告を無視して列車は進んでいくものの、目の前にねじ切れた線路が現れ、列車は急停止。そして、ゆっくりバックし、洞窟の壁には、うなり声をあげる雪男イエティの影が…。

## トリビア
- イマジニアのジョー・ロードは、自身のInstagramでなぜイエティの毛が純白でないかについて尋ねられると、「イエティの毛はユキヒョウをモチーフにしている」と返答した[3]。